# 43-тя піхотна дивізія (Велика Британія)
43-тя Уессекська піхо́тна диві́зія а́рмії (Велика Британія) (англ. 43rd (Wessex) Infantry Division) — військове з'єднання Сухопутних військ Великої Британії. Піхотна дивізія армії Великої Британії часів Першої та Другої світової війни.

## Історія
43-тя піхотна дивізія була сформована у складі Британських Територіальних сил у 1908 році, що в 1920 було перетворене на Територіальну армію. За часів Першої світової війни дивізія була перекинута до Індії, де виконувала окупаційні функції до кінця війни. Участі в бойових діях не брала.
За часів Другої світової війни дислокувалася на Британських островах, й тільки у червні 1944 була висаджена на узбережжя Франції в ході Нормандської операції. Взяла участь як резерв в операції «Епсом» наприкінці червня 1944.
Дивізія, разом з Гвардійською бронетанковою дивізією, грала ключову роль в операції «Маркет-Гарден» в наземній фазі битви в Бельгії та Голландії.
Згодом піхотна дивізія взяла участь в «битві на виступі», форсуванні Рейну та наприкінці війни вели бойові дії на півночі Німеччини.